# Lednevita
La lednevita és un mineral de la classe dels fosfats. Rep el nom de Vladimir Lednev, un mineralogista aficionat que va recollir la mostra on va ser descobert el nou mineral.

## Característiques
La lednevita és un fosfat de fórmula química Cu[PO₃(OH)]·H₂O. Va ser aprovada com a espècie vàlida per l'Associació Mineralògica Internacional en el mes de desembre de l'any 2023, i publicada en el mes de setembre de l'any següent. Cristal·litza en el sistema monoclínic.
L'exemplar que va servir per a determinar l'espècie, el que es coneix com a material tipus, es troba conservat a les col·leccions del Museu Mineralògic Fersmann, de l'Acadèmia de Ciències de Rússia, a Moscou (Rússia), amb el número de registre: 6047/1.

## Formació i jaciments
Va ser descoberta al dipòsit d'or de Murzinskoe, situat al districte de Krasnoshchyokovsky (Krai de l'Altai, Rússia), sent aquest indret l'únic a tot el planeta on ha estat descrita aquesta espècie mineral.